# راضية سلطان
راضية سلطان [1514م-1570م] (بالتركية: Raziye Sultan)‏ هي ابنة السلطان سليمان القانوني من زوجته مهدفران وشقيقة شاهزاده مصطفى الوحيدة من جهة الأم بينما تكون شقيقة كل من محمد وسليم ومهرماه وبايزيد وجيهانكير من جهة الأب فقط. تزوجت من يحيي تشاليجالي وهو شاعر مقرب من أخيها وأفضل صديق وناصح له كما أنه صاحب مرثية الأمير مصطفى الشهيرة التي ألفها بعد إعدام أخيها ظلماً عام 1553 م. وربما كان زواجها من شخص غير ذي نفوذ سبباً في عدم وجود دور واضح لها على الساحة آنذاك بعكس اختها مهريماه التي تزوجت من رستم باشا الذي صار فيما بعد صدراً أعظماً ولعبت دور كبير في الدولة خصوصاً مع توليها منصب والدة السلطان في عهد أخيها سليم.

## وفاتها
توفيت عام 1570 أو 1571 ودُفنت بجوار زوجها.